# Electrorana limoae
Electrorana limoae è una specie estinta di rana vissuta nelle foreste del Myanmar nel Cenomaniano (Cretaceo superiore), 99 milioni di anni fa.

## Storia della scoperta
Un esemplare in discreto stato di conservazione di Electrorana è stato rinvenuto in Myanmar all’interno di un frammento di ambra risalente al Cretaceo. Si tratta di un rinvenimento importante in quanto gli anfibi si trovavano in particolare nelle foreste tropicali, il cui ambiente umido ha impedito la fossilizzazione. Insieme alla rana è stato rinvenuto anche un coleottero, molto probabilmente rimasto preda dell’anfibio.

## Descrizione
Le dimensioni di questo anfibio sono ridotte, circa due centimetri. Sebbene non sia completo (è assente parte della spina dorsale e una zampa posteriore) e la conservazione denoti una lieve decomposizione iniziale, l’esemplare è di grande utilità in ambito scientifico in quanto la struttura scheletrica è visibile addirittura a occhio nudo.

## Legami con specie attuali
È stato ipotizzato che Electrorana possa mostrare legami genetici con specie viventi, in particolare con Alytes obstetricans.